# Нурул Изза Анвар
Нурул Изза Анвар (малайск. Nurul Izzah Anwar) (род. 19 ноября 1980, Куала-Лумпур) – политический деятель Малайзии, дочь государственного деятеля, 10-го премьер-министра Малайзии Анвара Ибрагима.

## Краткая биография
В 2004 году окончила Национальный энергетический институт, в 2007 году получила звание магистра в области международных отношений в Университете Джонса Хопкинса (США).
Принимала активное участие в Движении за реформы, которое инициировал её отец в 1998 году. Снискала лестное  звание «Дочь реформ».
После создания её матерью Ван Азизой Ван Исмаил Партии народной справедливости работала политическим координатором в штаб-квартире партии.
В 2008 году стала членом парламента, победив  на всеобщих выборах в округе Лембах Пантай (Куала-Лумпур). На выборах 5 мая 2013 года вновь избрана членом малайзийского парламента от того же округа, победив кандидата от правящего Национального фронта в жесточайшей борьбе.
С 2010 года – вице-президент Партии народной справедливости.
Член совета  Международного форума женщин (Нью-Йорк).
Известна своими смелыми высказываниями по поводу свободы вероисповедания в Малайзии.

## Семья
В 2003-2015 гг. была замужем за Раджой Ахмадом Шахриром – родственником султана Джохора, работающим в системе корпоративных банков. С 2015 г. в разводе. Дочь Раджа Нур Сафия (2007) и сын Раджа Харис (2009).